# Enicospilus bharatensis
Enicospilus bharatensis är en stekelart som beskrevs av Nikam 1980. Enicospilus bharatensis ingår i släktet Enicospilus och familjen brokparasitsteklar. Inga underarter finns listade i Catalogue of Life.